# Ullersätter
Ullersätter är en by och småort i Näsby socken och Fellingsbro socken i Lindesbergs kommun, Örebro län.